# Галогеніди фосфору
Галогені́ди фо́сфору — галогенові сполуки фосфору PHal3(Hal = F, Cl, Br, I) i PHal5
(Hal = F, Cl, Br, але з I не відома).

## Будова
Тригаліди мають тригональну пірамідальну структуру. Будова PF5 у кристалах — тригональна біпіраміда. У PCl5 у газовій фазі теж молекулярна тригональна біпірамідальна структура, але в твердому стані присутні тетраедричні ([PCl4]+) і октаедричні ([PCl6]-) йони. PBr5 в парі дисоціює на PBr3 і Br2, кристалізується в формі [PBr4]+Br-.

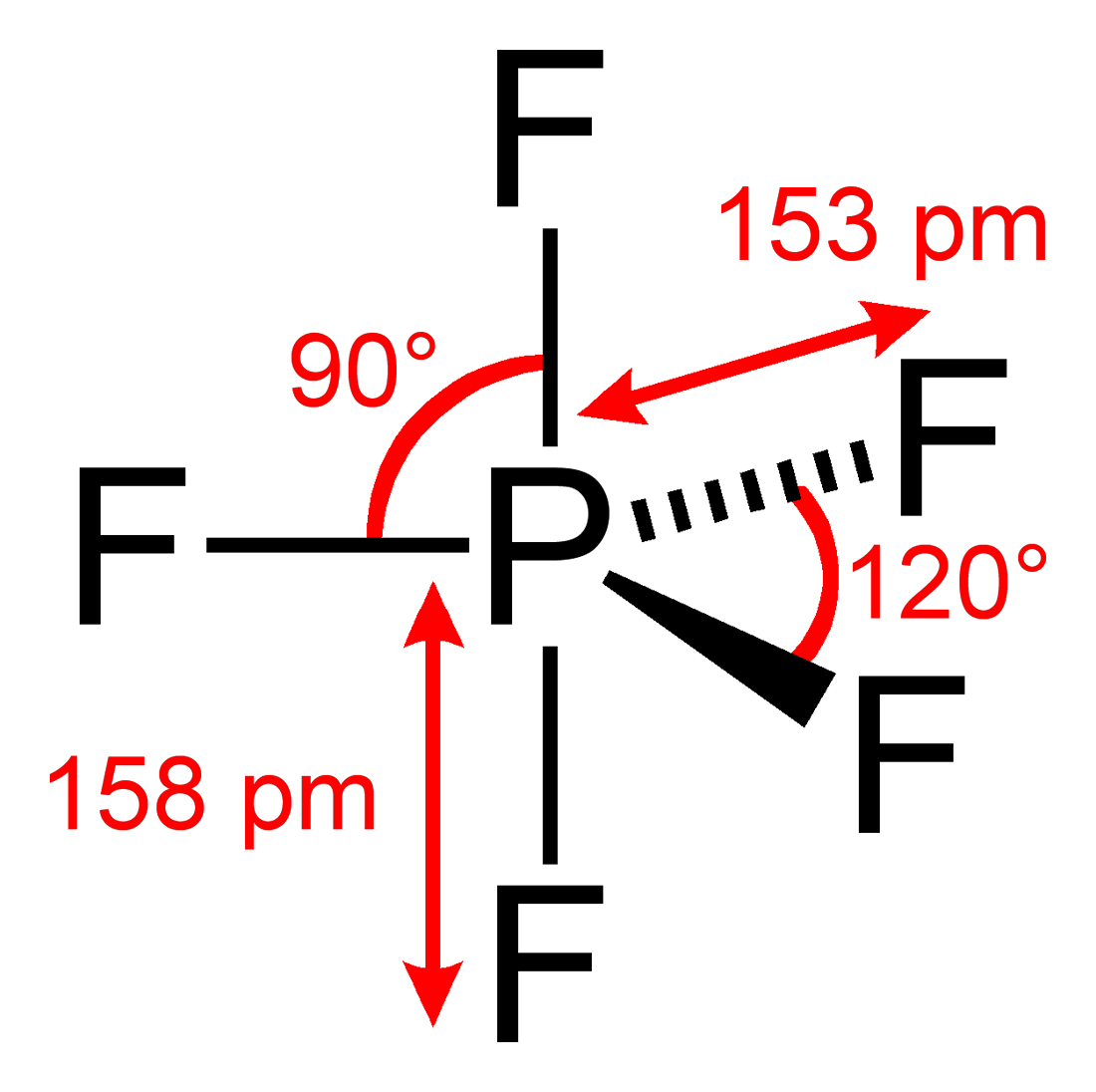
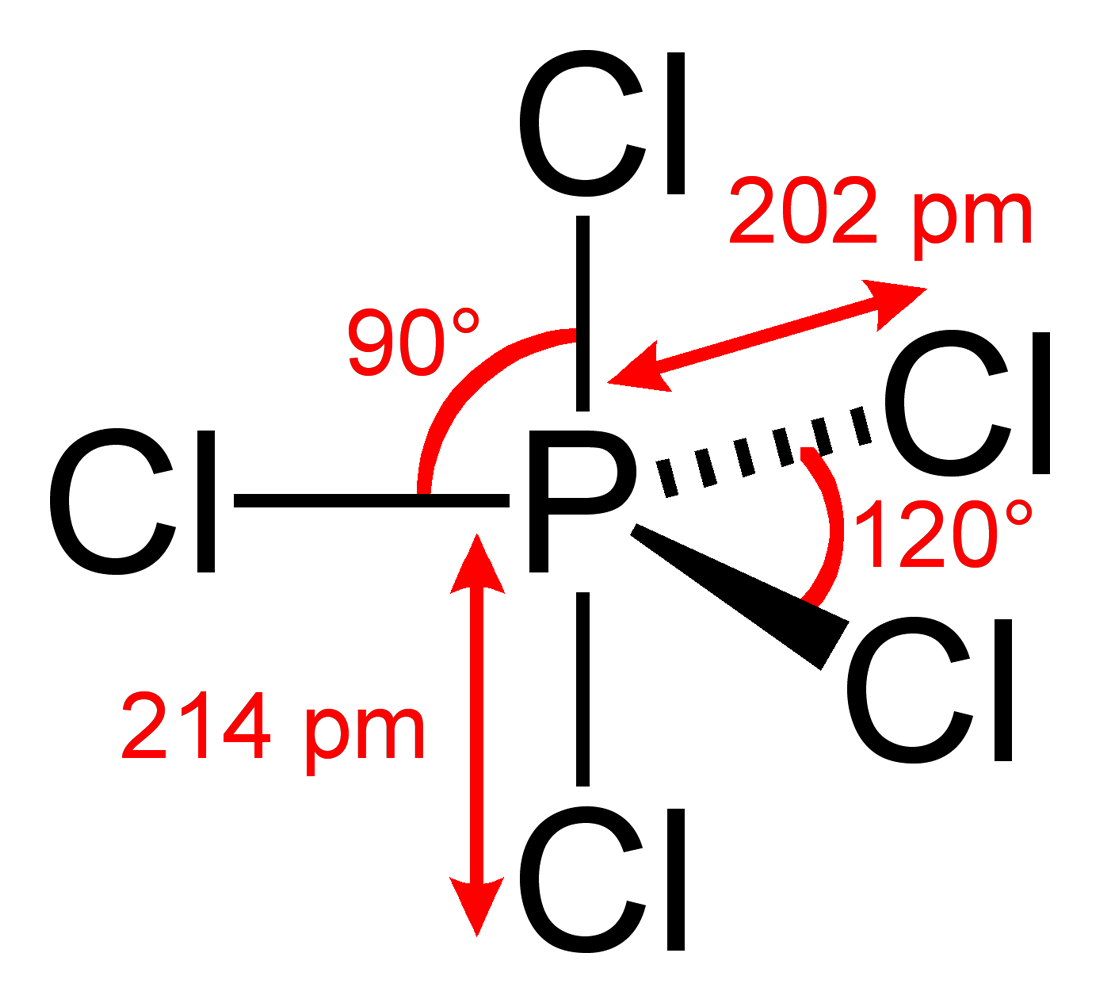
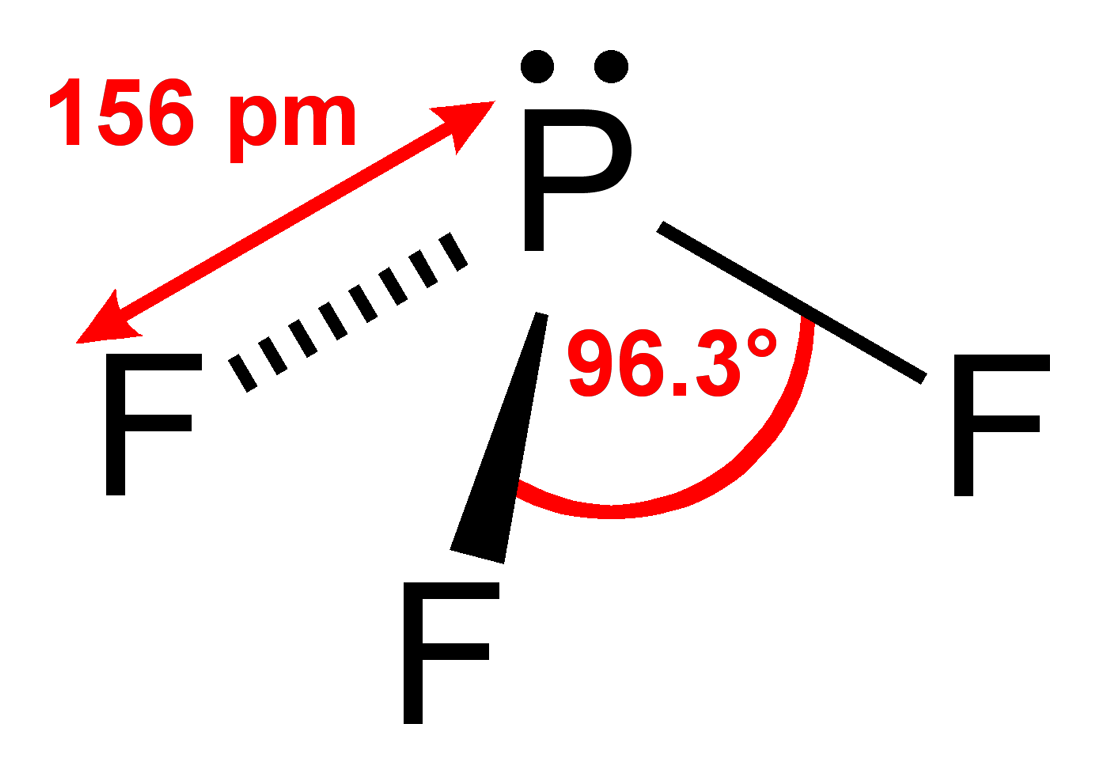
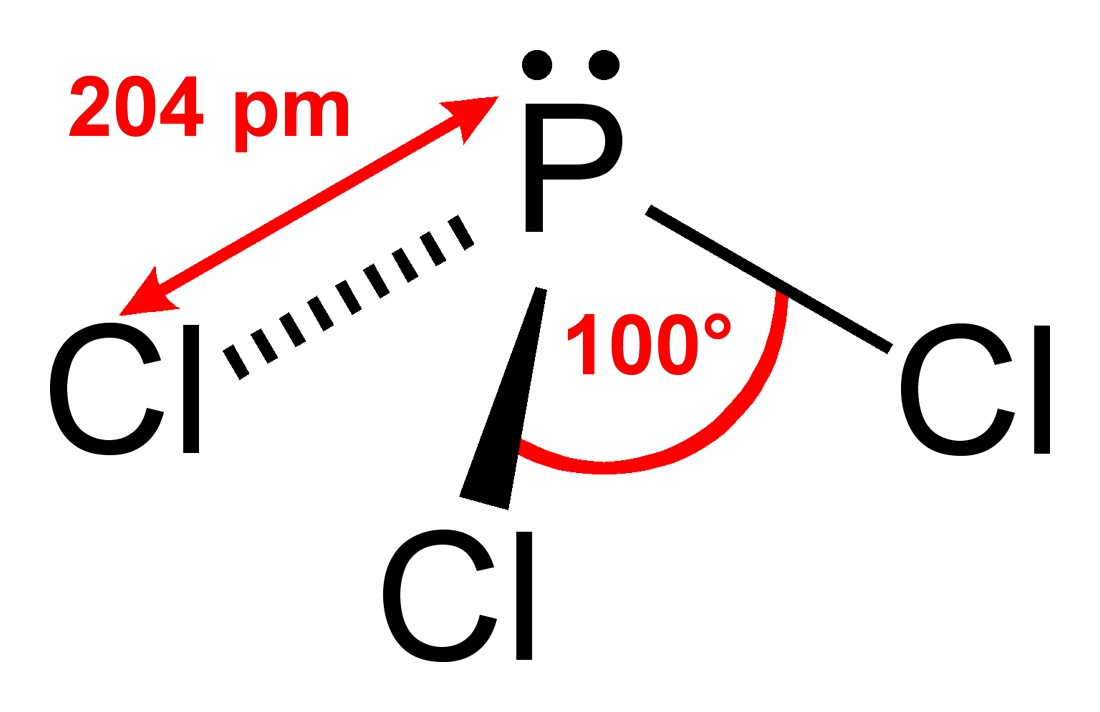

| Хімічна формула | Номер CAS    | Температура плавлення | Температура кипіння | Довжина зв'язку P–Xax | Довжина зв'язку P–Xeq | Кут Xeq–P–Xeq | Кут Xax–P–Xeq |
| --------------- | ------------ | --------------------- | ------------------- | --------------------- | --------------------- | ------------- | ------------- |
| PF5             | [7647-19-0]  | -93,7 °C              | -84,5 °C            | 153 пм                | 158 пм                | 120°          | 90°           |
| PCl5            | [10026-13-8] | 167 °C                | 160 °C              | 214 пм                | 202 пм                | 120°          | 90°           |
| PBr5            | [7789-69-7]  | ~106 °C d             |                     |                       |                       |               |               |
| PI5             |              | Нестабільний          | Нестабільний        | Нестабільний          | Нестабільний          | Нестабільний  | Нестабільний  |

| Хімічна формула | Номер CAS    | Температура плавлення | Температура кипіння | Довжина зв'язку P–X | Кут X–P–X | Дипольний момент |
| --------------- | ------------ | --------------------- | ------------------- | ------------------- | --------- | ---------------- |
| PF3             | [7783-55-3]  | -151.5 °C             | -101.8 °C           | 156 пм              | 96,3°     | 1,03 D           |
| PCl3            | [7719-12-2]  | -93,6 °C              | 76,1 °C             | 204 пм              | 100°      | 0,56 D           |
| PBr3            | [7789-60-8]  | -41,5 °C              | 173,2 °C            | 222 пм              | 101°      |                  |
| PI3             | [13455-01-1] | 61,2 °C               | 227 °C              | 243 пм              | 102°      |                  |

## Хімічні властивості
Всі тригалогеніди гідролізуються за типовою схемою:
PCl3 + 3H2O → H3PO3 + 3HCl